# Gouvernement Lamrani II
Monarchie constitutionnelle
Lamrani I Osman I
Le deuxième gouvernement Lamrani est le treizième gouvernement du royaume du Maroc depuis son indépendance en 1956. Il est dirigé par le Premier ministre Mohammed Karim Lamrani. Le gouvernement est formé le 12 avril 1972 et remplace le Gouvernement Lamrani I. Il est dissous le 20 novembre 1972 et est remplacé par le gouvernement Osman I.

## Composition
| Fonction | Nom                            |
| --- | ------------------------------ |
| Premier ministre Ministre de la Défense                                                                                  | Mohammed Karim Lamrani         |
| Vice-Premier ministre Ministre de la Justice et secrétaire général du gouvernement                                       | Mohamed Bahnini                |
| Ministre de la Défense nationale                                                                                         | Le Général Mohamed Oufkir      |
| Ministre de l’Intérieur                                                                                                  | Mohamed Benhima                |
| Ministre des Affaires étrangères                                                                                         | Abdellatif Filali              |
| Ministre des Habous et des Affaires islamiques                                                                           | Ahmed Bargache                 |
| Ministre de l’Enseignement primaire                                                                                      | Mohamed Haddou Chiguer         |
| Ministre des PTT | Le Général Driss Benomar Alami |
| Ministre des Affaires administratives                                                                                    | Ahmed Majid Benjelloun         |
| Ministre de l’Agriculture et de la Réforme agraire                                                                       | Maâti Jorio                    |
| Ministre des Finances | Mustapha Faris                 |
| Ministre de la Culture, de l’Enseignement fondamental, supérieur et secondaire                                           | El Habib Fihri                 |
| Ministre du Commerce, de l’Industrie moderne, des Mines et de la Marine marchande                                        | Abdelaziz Benjelloun           |
| Ministre des Travaux publics et des Transports                                                                           | Abdellatif Ghissassi           |
| Ministre de l’Urbanisme, de l’Habitat et de la Protection de l’Environnement                                             | Lahcen Zemmouri                |
| Ministre de l’Emploi, des Affaires sociales et de la Jeunesse et des Sports                                              | Mohamed Arsalane Jadidi        |
| Ministre de l’Information                                                                                                | Abdelkader Sahraoui            |
| Ministre de la Santé publique                                                                                            | Abderrahmane Thami             |
| Ministre du Tourisme | Abderrahmane Cohen             |
| Secrétaire d’État auprès du Premier ministre                                                                             | Mohamed Ben Ali Chafiq         |
| Secrétaire d’État auprès du Premier ministre chargé du Plan, du Développement régional et de la Formation des cadres     | Abdellatif Lamiani             |
| Secrétaire d’État auprès du Premier ministre chargé des Affaires économiques et de la Coopération                        | Abdellah Fassi-Fihri           |
| Secrétaire d’État auprès du Premier ministre chargé de la Promotion nationale, de l’Entraide nationale et de l’Artisanat | Abdellah Gharnit               |
| Sous-secrétaire d’État à l’Intérieur                                                                                     | Abbas Kaïssi                   |